# لوئیس کاترین دیدیچن
لوئیس کاترین دیدیچن (زاده ۳۰ آوریل ۱۹۶۴ در فردریکستاد) دریاسالار نیروی دریایی سلطنتی نروژ است که در ژوئن ۲۰۱۹ به عنوان رئیس نمایندگی نروژ در کمیته نظامی ناتو دربروکسل منصوب شد.
او اولین زن نظامی و نماینده یک کشور عضو ناتو است که در این کمیته به کار مشغول شد. پیش از این وی از سال ۲۰۰۸، ریاست کالج دانشگاه دفاع نروژ را بر عهده داشت.

## تحصیلات نظامی
دیدیچن در سال ۱۹۶۴ در فردریکستاد در جنوب شرقی نروژ به دنیا آمد، تحصیلات دبستان و دبیرستان خود را در کریستینسلاند در سال ۱۹۸۲ به پایان رساند. سپس به مدت ۵ سال بین سال‌های ۱۹۸۳تا ۱۹۸۷ در کالج نیروی دریایی نروژ تحصیل کرد. او بعدها طی سال‌های ۲۰۰۲ تا ۲۰۰۳ دوره عالی نظامی را در مدرسه نظامی فرانسه در پاریس گذراند و بین سال‌های ۲۰۰۵ تا ۲۰۰۶ دکترای علوم راهبردی را در دانشگاه اسلو و کالج دانشگاه دفاع نروژ به پایان رساند. ۲ سال پس از این وی به ریاست کالج دانشگاه دفاع نروژ رسید.

## پیشینه
وی در سال ۲۰۰۸، با دریافت درجه دریاسالار به ریاست کالج دانشگاه دفاع نروژ منصوب شد. انتصاب او به عنوان رئیس کالج دانشگاه دفاع نروژ توسط یکی دیگر از نامزدها به چالش کشیده شد، سرتیپ اویویند کرسبوم استرندمن، ادعا کرد دیدیچن به دلیل زن بودن بدین سمت منصوب شده‌است. در سال ۲۰۱۴ این پرونده به دادگاه عالی نروژ رفت که با چهار رای مخالف علیه شاکی و یک رای موافق حکم داد که دیدیچن نه به این دلیل که زن است، بلکه به این دلیل که از بین نامزدهای دریافت پست ریاست کالج دانشگاه دفاع نروژ، ممتازترین متقاضی بوده، برگزیده شد.
در ژوئن ۲۰۱۹، او به عنوان رئیس هیئت نظامی نروژ در بروکسل منصوب شد و اولین زنی بود که در کمیته نظامی ناتو خدمت کرد.